# Jérôme Hurel
Pour les articles homonymes, voir Hurel.
Jérôme Hurel, né le 19 août 1967 à Versailles en France, est un cavalier professionnel de saut d'obstacles.

## Biographie
Jérôme Hurel débute l'équitation vers l’âge de 10 ans. Titulaire d'un diplôme d'enseignant, il pratique régulièrement la compétition avec classements avant de devenir cavalier professionnel de saut d'obstacles en 1998. Préparateur de jeunes chevaux, il remporte en 2009 le Trophée l'Eperon récompensant le meilleur préparateur de jeunes chevaux. Il intègre l'équipe de France de saut d'obstacles en 2008 avec Kho de Presle et tourne depuis sur des CSI 4 et 5 étoiles avec plusieurs chevaux.

## Palmarès
- 1998 : Médaille de bronze au Championnat de France Pro Elite à Fontainebleau avec Kho de Presle
- 2007 : 2e Grand Prix du CSI 3* de Caen
- 2008 : 2e par équipe de la Coupe des Nations du CSIO 5* de Falsterbo
- 2009 : Vainqueur Grand Prix du csi 4* de Chantilly
- 2010 : Grand Prix du CSI 3* de Montpellier
- 2011 : Vainqueur Par équipe lors de la Coupe des Nations du CSIO 5* de Calgary
- 2016 : Vainqueur Grand Prix du CSI 2* Arnas Champburcy
- 2016 : Médaille de bronze au Championnat de France Pro Elite à Fontainebleau avec Urano
- 2023 : Vainqueur du Grand Prix du CSI 3* de Royan